# Nàng Bạch Tuyết (phim 2025)
Nàng Bạch Tuyết (tên tiếng Anh: Snow White) là một bộ phim điện ảnh Mỹ thuộc thể loại nhạc kịch – kỳ ảo ra mắt vào năm 2025 do Marc Webb làm đạo diễn với phần kịch bản do Erin Cressida Wilson chấp bút. Do Walt Disney Studios và Marc Platt Productions hợp tác sản xuất, bộ phim là phiên bản chuyển thể người đóng của bộ phim hoạt hình cùng tên năm 1937 chủa Disney và bản thân bộ phim hoạt hình này cũng được dựa trên câu truyện cổ tích cùng tên năm 1812 của Anh em nhà Grimm. Với sự tham gia diễn xuất của Rachel Zegler trong vai chính, cùng với Andrew Burnap và Gal Gadot, bộ phim kể nàng công chúa Bạch Tuyết (Zegler) trong sáng đã hợp tác với bảy chú lùn và một tên cướp tên là Jonathan (Burnap) để giải phóng vương quốc của mình khỏi người mẹ kế độc ác (Gadot).
Thông báo về việc sản xuất phiên bản làm lại của bộ phim Nàng Bạch Tuyết và bảy chú lùn năm 1937 với vị trí biên kịch do Wilson đảm nhận được xác nhận vào tháng 10 năm 2016. Vào tháng 5 năm 2019, Webb đã tham gia đàm phán để ngồi vào chiếc ghế đạo diễn của phim và chính thức trở thành đạo diễn của phim vào tháng 9 năm đó. Bộ phim được ghi hình tại phim trường của Pinewood Studios tại Anh từ tháng 3 đến tháng 7 năm 2022, với các cảnh quay bổ sung được thực hiện vào tháng 6 năm 2024. Với kinh phí sản xuất ước tính từ 240–270 triệu đô la, Nàng Bạch Tuyết là một trong những bộ phim tốn kém nhất từng được thực hiện và là bộ phim tốn kém thứ mười lăm của Disney cho đến nay. Bộ phim đã gây ra nhiều tranh cãi ngay trước khi phát hành, với những lời chỉ trích nhắm vào việc tuyển diễn viên không phân biệt màu da, thay đổi nội dung, việc Zegler công khai không tán thành đối với bộ phim gốc và việc tái hiện bảy chú lùn trong phim.
Nàng Bạch Tuyết được công chiếu lần đầu tại Segovia, Tây Ban Nha vào ngày 12 tháng 3 năm 2025, và được Walt Disney Studios Motion Pictures phát hành tại các rạp phim ở Mỹ và Việt Nam vào ngày 21 tháng 3 năm 2025. Sau khi ra mắt, tác phẩm nhận về những lời nhận xét trái chiều từ giới chuyên môn.

## Nội dung
Một ông vua và bà hoàng hậu nhân từ chào đón con gái của họ trong một trận bão tuyết, đặt tên cô là Bạch Tuyết để vinh danh ngày hôm ấy. Nhiều năm sau, hoàng hậu lâm bệnh nặng và qua đời. Nhà vua vội vã tái hôn, lấy một người phụ nữ bí ẩn làm người vợ kế trước khi rời đi để tiến hành một chiến dịch chống lại mối đe dọa sắp xảy ra đối với biên giới phía nam của vương quốc. Khi ông không trở về, hoàng hậu mới đã chiếm đoạt ngai vàng, tiết lộ mình là một phù thủy có sự phù phiếm vượt xa sắc đẹp của mình.
Dưới sự cai trị của Hoàng Hậu độc ác, người dân trở nên túng quẫn vì thuế nặng nề hoặc bị bắt đi lính bảo vệ hoàng gia. Mọi người đều cho rằng Bạch Tuyết đã chết, không biết rằng cô bị giam giữ trong lâu đài như một người hầu gái. Hoàng hậu luôn sợ rằng sắc đẹp của Bạch Tuyết sẽ lấn át sắc đẹp của bản thân, nên hằng ngày bà ta đều tham khảo gương thần rằng ai là "người đẹp nhất thế gian". Gương thần luôn đáp lại theo ý bà ta, khiến bà ta hài lòng.
Một ngày nọ, Bạch Tuyết bắt gặp Jonathan, thủ lĩnh của một băng cướp, đang đột kích vào kho lương thực. Khi anh ta bị kết án trói vào cổng, cô đã giải thoát cho anh ta và đưa cho anh ta một miếng bánh mì. Cùng ngày hôm đó, gương thần tuyên bố rằng Bạch Tuyết giờ đây là người đẹp nhất. Tức giận và nỗi lòng ghen tuông với con gái riêng của mình, hoàng hậu ra lệnh cho thợ săn hoàng gia đưa Bạch Tuyết vào rừng, giết cô và mang trái tim cô trở về trong một chiếc hộp trang sức. Thợ săn không thể tự mình hoàn thành nhiệm vụ; thay vào đó, ông ta cảnh báo Bạch Tuyết về ý định của hoàng hậu. Theo lời thúc giục của thợ săn, Bạch Tuyết chạy trốn sâu vào rừng.
Bị lạc và trở nên sợ hãi, cô kết bạn với những con vật trong rừng, chúng dẫn cô đến một ngôi nhà gỗ ẩn dật. Bạch Tuyết không hề biết rằng ngôi nhà gỗ này thuộc sở hữu của bảy chú lùn, tên là Doc, Grumpy, Bashful, Sleepy, Sneezy, Happy và Dopey, tất cả đều dành cả ngày để làm việc trong một mỏ kim cương. Họ thấy cô ngủ trên giường, thương hại cô khi cô kể cho họ nghe về hoàn cảnh khốn khổ của mình và cho phép cô ở lại một đêm. Khi phát hiện ra từ gương thần rằng Bạch Tuyết vẫn còn sống, hoàng hậu mở hộp và phát hiện ra rằng trái tim mà bà ta nhận được từ thợ săn thực chất là một quả táo. Bà ta giam cầm thợ săn và ra lệnh cho lính canh bắt Bạch Tuyết.
Bạch Tuyết và Jonathan gặp lại nhau trong rừng và chống lại lính canh cùng với bọn cướp. Cả hai nhận ra tình cảm của họ dành cho nhau trước khi Jonathan rời đi để tìm nhà vua, người mà Bạch Tuyết tin rằng có thể vẫn còn sống. Tuy nhiên, Jonathan bị lính canh bắt và bị hoàng hậu giam giữ. Sau khi rút lui vào phòng bí mật của mình, bà ta cải trang thành một người bán hàng rong và tạo ra một quả táo tẩm độc để nguyền rủa Bạch Tuyết bằng "Cái Chết Như Ngủ".
Sau khi những chú lùn đi làm, hoàng hậu tìm thấy ngôi nhà của họ và lừa Bạch Tuyết ăn quả táo bằng cách nói rằng bà ta là đồng minh của Jonathan. Sau đó, bà ta tiết lộ với con gái riêng của mình rằng bà ta đã giết cha cô. Bạch Tuyết rơi vào "Cái Chết Như Ngủ", và hoàng hậu rút lui về lâu đài của mình. Những chú lùn tìm thấy xác chết của Bạch Tuyết khi trở về nhà. Sau khi đã thoát khỏi ngục tối của hoàng hậu với sự giúp đỡ của thợ săn, Jonathan đến và phát hiện ra Bạch Tuyết đã chết nên anh đã hôn cô trong đau buồn. Bạch Tuyết thức dậy và tập hợp những chú lùn và những tên trộm đồng bọn của Jonathan để lật đổ Hoàng Hậu Độc Ác.
Bạch Tuyết đối mặt với mẹ kế của mình, nhưng bà ta đã xúi giục cô chiếm ngai vàng bằng vũ lực, đưa một con dao kim cương vào tay cô. Bạch Tuyết từ chối làm hại bà ta, thay vào đó, nhắc nhở thần dân về vương quốc đã từng như thế nào dưới sự cai trị của cha mẹ cô. Cảm động trước những ký ức và lòng tốt của công chúa, những người lính đứng lên chống lại hoàng hậu và tham gia cùng thường dân. Trong cơn thịnh nộ, hoàng hậu cố gắng tấn công Bạch Tuyết, nhưng những chú lùn và những tên trộm đồng bọn của Jonathan đã bảo vệ cô. Gương thần nói với hoàng hậu rằng Bạch Tuyết sẽ luôn xinh đẹp hơn hơn bà ta vì cô tốt bụng và công bằng. Bạch Tuyết đến và thấy hoàng hậu đập vỡ gương thần, được tiết lộ là nguồn sức mạnh của bà ta. Kết quả là, bà ta biến thành thủy tinh và biến mất trong một cơn lốc xoáy trong khi chiếc gương thần tự phục hồi.
Một buổi lễ được tổ chức khi Bạch Tuyết được phong làm nữ hoàng mới, kết hôn với Jonathan và cai trị đất nước một cách công bằng.

## Diễn viên
- Rachel Zegler thủ vai Bạch Tuyết, một nàng công chúa dũng cảm và trong sáng, quyết tâm giải phóng vương quốc của mình khỏi sự bạo ngược của mẹ kế.
  - Emilia Faucher thủ vai Bạch Tuyết thời trẻ
  - Olivia Verrall thủ vai Bạch Tuyết thời sơ sinh
- Gal Gadot thủ vai Hoàng hậu Độc ác, người mẹ kế độc đoán, ghen tuông của Bạch Tuyết, luôn bị ám ảnh bởi việc trở thành người đẹp nhất thế gian.
- Andrew Burnap thủ vai Jonathan[6], một nhân vật mới được tạo ra cho bộ phim với tư cách là người yêu của Bạch Tuyết (một phần dựa trên Hoàng tử trong bộ phim gốc) và là một kẻ nổi loạn muốn thách thức chế độ quân chủ của Hoàng hậu Độc Ác.
- Ansu Kabia thủ vai Thợ săn, một thợ săn vô danh và là người hầu của Hoàng hậu Độc ác, người mà bà ta ra lệnh giết Bạch Tuyết và mang trái tim của cô về.
- Patrick Page lồng tiếng và ghi hình chuyển động cho Gương thần, một tấm gương chứa một sinh vật sẽ trả lời trung thực câu hỏi của Hoàng hậu Độc ác về việc ai là người đẹp nhất thế gian.
- Jeremy Swift trong vai Doc (lồng tiếng), thủ lĩnh thông minh của Bảy chú lùn.
  - Jonathan Bourne trong vai Doc (bắt chuyển động/nghệ sĩ múa rối)
- Tituss Burgess trong vai Bashful (lồng tiếng), một thành viên nhút nhát của Bảy chú lùn.
  - Leah Haile trong vai Bashful (bắt chuyển động/nghệ sĩ rối)
- Andrew Barth Feldman trong vai Dopey (lồng tiếng), một thành viên của Bảy chú lùn không nói và tạo ra những âm thanh khác. Sau đó, người ta tiết lộ rằng Dopey là người kể chuyện của bộ phim. 
  - Jaih Betote trong vai Dopey (bắt chuyển động/nghệ sĩ rối)
- Martin Klebba trong vai Grumpy (lồng tiếng), một thành viên cáu kỉnh của Bảy chú lùn.
  - Omari Bernard trong vai Grumpy (bắt chuyển động/nghệ sĩ múa rối)
- Jason Kravits trong vai Sneezy (lồng tiếng), một thành viên của Bảy chú lùn hắt hơi rất nhiều.
  - Dominic Owen trong vai Sneezy (bắt chuyển động/nghệ sĩ múa rối)
- George Salazar trong vai Happy (lồng tiếng), một thành viên vui vẻ của Bảy chú lùn.
  - David Birch trong vai Happy (bắt chuyển động/nghệ sĩ múa rối)
- Andy Grotelueschen trong vai Sleepy (lồng tiếng), một thành viên mệt mỏi của Bảy chú lùn.
  - Sandy Foster trong vai Sleepy (bắt chuyển động/người điều khiển rối)

Ngoài ra, Hadley Fraser và Lorena Andrea xuất hiện với tư cách là Nhà vua và Hoàng hậu - cha mẹ của Bạch Tuyết. Xuất hiện với tư cách là đội cướp của Jonathan là George Appleby trong vai Quigg, Colin Michael Carmichael trong vai Farno, Samuel Baxter trong vai Scythe, Jimmy Johnston trong vai Finch, Dujonna Gift trong vai Maple, Idriss Kargbo trong vai Bingley và Jaih Betote trong vai Norwich. 
Đội cận vệ hoàng gia bao gồm Adrian Bower trong vai đội trưởng đội cận vệ , Felipe Bejarano trong vai Cận vệ Paul, Simeon Oakes trong vai Cận vệ Matthew, Joshmaine Joseph trong vai Cận vệ William và Chike Chan trong vai Cận vệ Arthur.

## Sản xuất

### Phát triển
Ngày 31 tháng 10 năm 2016, Variety đã viết bài về việc hãng Walt Disney Pictures đang phát triển một bộ phim làm lại phiên bản người đóng của Nàng Bạch Tuyết và bảy chú lùn, với Erin Cressida Wilson đang đàm phán để ngồi vào vị trí biên kịch của phim. Vào ngày 30 tháng 5 năm 2019, có thông báo về việc Marc Webb cũng đang thảo luận để tham gia chỉ đạo cho bộ phim, trong khi Cressida Wilson cũng được tiết lộ đang chấp bút cho kịch bản của phim. Tháng 11 năm 2021, Greta Gerwig trở thành đồng biên kịch của phim cùng với Cressida Wilson, nhưng sau này cô không được ghi danh trong bản cắt cuối cùng của phim.

### Tuyển vai
Vào tháng 6 năm 2021, nữ diễn viên Rachel Zegler được xác nhận sẽ thủ vai nhân vật tiêu đề và vào tháng 11 cùng năm, Gal Gadot cũng chính thức tham gia vào dàn diễn viên của phim với vai diễn Hoàng hậu Độc ác. Ngày 7 tháng 12 năm 2021, trong buổi phỏng vấn với ExtraTV, Rachel Zegler đã tiết lộ về nhân vật Bạch Tuyết của cô sẽ trở nên mạnh mẽ hơn so với bản gốc. Một buổi tuyển vai mới cũng được tổ chức để tìm kiếm một diễn viên trẻ để thủ vai diễn Bạch Tuyết phiên bản trẻ hơn trong bản làm lại người đóng này. Ngày 12 tháng 1 năm 2022, có thông tin về việc Andrew Burnap sẽ tham gia một vai nam chính là một nhân vật mới. Trong sự kiện Denver Fan Expo 2022, Martin Klebba được tiết lộ sẽ thủ vai Grumpy trong bộ phim; trước đây, Klebba cũng tham gia những vai diễn người lùng tương tự trong các sản phẩm được dựa trên truyện cổ tích "Nàng Bạch Tuyết": như vai diễn Friday trong bộ phim điện ảnh truyền hình Snow White: The Fairest of Them All năm 2001 và vai diễn Butcher bộ phim hài kỳ ảo Mirror Mirror năm 2012.

### Quay phim
Ban đầu, việc ghi hình của Nàng Bạch Tuyết được dự kiến sẽ diễn ra tại Vancouver, British Columbia. Canada vào tháng 3 năm 2020, nhưng đã bị hoãn do sự ảnh hưởng của đại dịch COVID-19. Vào tháng 4 năm 2021, quá trình quay phim của phim được thông báo sẽ diễn ra từ tháng 3 đến tháng 7 năm 2022 tại Anh. Bộ phim bắt đầu khởi quay từ ngày 3 tháng 7 năm 2022. Ngày 15 tháng 3 cùng năm, một trận hỏa hoạn đã làm ảnh hưởng lớn đến quá trình sản xuất tại phim trường Pinewood Studios; sự việc xảy ra khi một sân khấu đang được xây dựng thì một cái cây gần đó bốc cháy dẫn đến một đám cháy lớn. Ngoài ra, một nguồn tin của Disney cũng đã xác nhận rằng "không có bộ phim nào được tiến hành". Lịch quay của phim đã được sắp xếp lại để phù hợp với lịch trình cùa Zegler đi đến Los Angeles để dự tham dự Giải Oscar lần thứ 94 vào ngày 27 tháng 3 năm 2022 với sự ủng hộ từ dàn diễn viên trong bộ phim Câu chuyện phía Tây của cô. Tuy nhiên, trong khi Zegler đang tất bật cho buổi trao giải thì Gadot đã bắt đầu quay những phân cảnh của cô. Trong buổi phỏng vấn podcast với Forbes, Gadot đã tiết lộ rằng cô sẽ hát và nhảy trong phim. Ngày 22 tháng 4 năm 2022, Gadot chính thức xác nhận rằng cô đã hoàn thành các cảnh quay của mình. Ngày 13 tháng 7 năm 2022, Zegler tiết lộ rằng bộ phim đã đóng máy.

### Hiệu ứng hình ảnh
Moving Picture Company sẽ đảm nhận vị trí thiết kế hiệu ứng hình ảnh của phim.

## Âm nhạc
Hai nhà soạn nhạc Benj Pasek và Justin Paul, những người trước đây đã tham gia sáng tác hai ca khúc mới cho phần phim làm lại năm 2019 từ bộ phim Aladdin của Disney, sẽ tiếp tục viết thêm những bài hát mới cho phim, bên cạnh đó, những ca khúc từ bản gốc của Frank Churchill và Larry Morey cũng xuất hiện.

## Quảng bá
Ngày 9 tháng 9 năm 2022, trong buổi giới thiệu của sự kiện D23 Expo của Disney năm 2022, một đoạn quảng cáo phim đầu tiên dài 30 giây cũng như những hình ảnh đầu tiên của phim đã được công bố.

## Phát hành
Trong sự kiện D23 Expo Presentation vào năm 2022, bộ phim Nàng Bạch Tuyết được tiết lộ sẽ ra mắt vào năm 2024. Vào ngày 15 tháng 9 năm 2022, ngày công chiếu của phim được thông báo sẽ diễn ra vào ngày 21 tháng 3 năm 2024.